# شاپرک‌های پروانه‌ای بزرگ
شاپرک‌های پروانه‌ای بزرگ (نام علمی: Castniidae) نام یک تیره از بالاخانواده بال‌شیشه‌واران است.